# Kírovo (Saràtov)
|  | Per a altres significats, vegeu «Kírovo». |

Kírovo (en rus: Кирово) és un poble de l'óblast de Saràtov, a Rússia, segons el cens del 2019 tenia 540 habitants. Pertany al districte municipal d'Engels.